# Rejhan Zuli
Rejhan Zuli (Schaffhausen, Suiza; 20 de febrero de 1995) es un futbolista suizo de origen serbio. Juega como mediocampista y actualmente se encuentra en FC Schaffhausen de la Challenge League.

## Clubes
| Club            | País  | Año           |
| --------------- | ----- | ------------- |
| FC Schaffhausen | Suiza | 2015-presente |